# Poche de Colmar
Seconde Guerre mondiale
Batailles
Front d'Europe de l'Ouest
- Campagnes du Danemark et de Norvège
- Bataille de France
- Bataille de Belgique
- Bataille des Pays-Bas
- Bataille d'Angleterre
- Blitz
- Opération Myrmidon
- Opération Ambassador
- Raid de Dieppe
- Sabordage de la flotte française à Toulon
- Bataille aérienne de Berlin
- Bataille de Normandie
- Débarquement de Provence
- Libération de la France
- Campagne de la ligne Siegfried
- Bataille du Benelux
- Poche de Breskens
- Bataille des Vosges (Bruyères)
- Bataille des Ardennes
- Bataille de Saint-Vith
- Siège de Bastogne
- Opération Bodenplatte
- Opération Nordwind
- Campagne de Lorraine
- Bataille d'Alsace (Forêt de la Hardt, Poche de Colmar Jebsheim)
- Campagne d'Allemagne
- Raid de Granville
- Libération d'Arnhem
- Bataille de Groningue
- Insurrection géorgienne du Texel
- Bataille de Slivice
- Capitulation allemande

Front d’Europe de l’Est

Campagnes d'Afrique, du Moyen-Orient et de Méditerranée

Bataille de l’Atlantique

Guerre du Pacifique

Guerre sino-japonaise

Théâtre américain
La poche de Colmar (Alsace) est l'emplacement d'une bataille de trois semaines pendant la Seconde Guerre mondiale qui opposa la Première armée française et le XXIe corps U.S. à la XIXe armée de l'occupant allemand durant la bataille d'Alsace. Les combats eurent lieu du 20 janvier au 9 février 1945 dans des conditions extrêmement difficiles liées à l'hiver particulièrement rigoureux cette année-là et au terrain qui n'offrait pratiquement aucune couverture naturelle aux Alliés.

## Formation de la poche

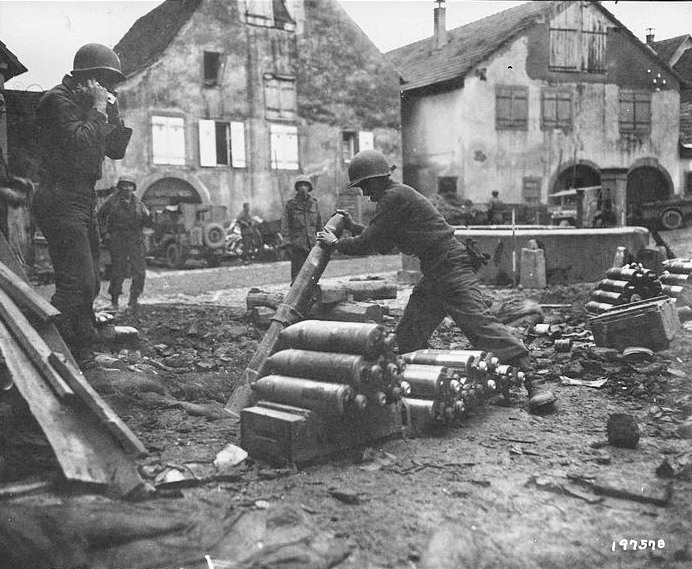
9 décembre 1944, artilleurs américains à Zellenberg, au nord de la poche, tirant sur les positions allemandes du secteur de Mittelwihr avec des mortiers de 107 mm.

Une poche de 65 km de long sur 50 km de large fut formée en novembre 1944 sur la rive occidentale du Rhin lorsque la défense allemande dans les Vosges s'effondra à la suite de l'offensive du 6e groupe d'armées américain. La 1re armée française du général de Lattre de Tassigny, arrivant de Belfort, au sud, parvint à libérer Mulhouse le 21 novembre et à atteindre le Rhin à proximité de Bâle. De même, la 2e division blindée française perça le front dans les Vosges du nord et libéra Strasbourg le 23 novembre 1944. Les forces allemandes encore présentes en Alsace méridionale se retrouvèrent donc dans une poche semi-circulaire centrée sur la ville de Colmar.
Cette poche ne fut pas réduite rapidement en raison des difficultés logistiques croissantes que connurent les Alliés après leur déferlement sur la France qui les éloignait de plus en plus des côtes et de leurs ports de ravitaillement. On peut rajouter que l'Alsace, qui avait été annexée par l'Allemagne quatre ans plus tôt, fut défendue plus ardemment que d'autres régions par des Allemands choisis pour leur endoctrinement total au nazisme. À cette fin, ces derniers avaient spécialement formé le groupe d'armées "Oberrhein" (Rhin supérieur) placé sous le commandement direct du Reichsführer SS Heinrich Himmler. Ce groupe d'armées avait à sa charge la défense de ce secteur qui allait du Bienwald au nord jusqu'à la frontière suisse au sud. Le ravitaillement des forces allemandes qui se trouvaient dans cette poche se faisait grâce aux ponts sur le Rhin encore intacts près de Chalampé et Neuf-Brisach.

## Redéploiement allié
En janvier 1945, les Allemands lancèrent l'opération Nordwind dans le nord de l'Alsace en direction de Strasbourg. Pour appuyer cette action, les troupes allemandes de la 198e division d'infanterie et de la 106e Panzer-Brigade Feldherrnhalle attaquèrent vers le nord, en direction de la capitale alsacienne, depuis la poche de Colmar du 7 au 13 janvier 1945 (Opération Sonnenwende). Les troupes françaises furent chargées par le général de Gaulle de tenir le sud de Strasbourg (les Américains ayant retiré leurs troupes du secteur), elles y parvinrent au prix de lourdes pertes et en particulier grâce à l'héroïque résistance du 24e bataillon de marche (BM24) de la 1re division française libre (bataillon anéanti le 11 janvier 1945 car à court de munitions) dans la ville d'Obenheim. Après l'échec de l'opération Nordwind, le 6e groupe d'armées allié reçut l'ordre de réduire la poche de Colmar. Cette action faisait alors partie du plan global défini par le général Eisenhower qui prévoyait que toutes les forces alliées traversent le Rhin pour atteindre l'Allemagne. Et comme la majeure partie des troupes alliées entourant la poche de Colmar étaient françaises, cette mission fut assignée à la Première armée française.
La 3e division d'infanterie U.S. s'était retirée dans les Vosges à la mi-décembre pour relever la 36e division d'infanterie U.S. et était ainsi déjà en place pour soutenir la réduction de la poche de Colmar. Réalisant que les Français auraient besoin du soutien de troupes américaines additionnelles pour la bataille qui allait commencer, le général Jacob Devers, commandant du 6e groupe d'armées U.S., arrangea le transfert d'une division américaine depuis une autre partie du front. La 28e division d'infanterie U.S. fut donc transférée depuis les Ardennes et prit position le long du flanc droit de la 3e division d'infanterie U.S. Avec la 28e division positionnée dans la vallée de Kaysersberg, la 3e division pourrait alors se concentrer pour attaquer les deux divisions allemandes qui lui faisaient face, la 708e Volksgrenadier Division et la 189e division d'infanterie. En plus, une division blindée U.S., la 10e, avait été détachée pour soutenir l'offensive, mais à la suite de l'évolution des événements, ce fut finalement la 12e division blindée U.S. qui participa à la bataille.

## Météo et terrain
L'hiver 1944-1945 fut inhabituellement froid pour l'Europe du Nord-Ouest. Dans son Histoire de la Première Armée française, le général de Lattre a décrit le temps en Alsace comme « sibérien », avec des températures pouvant atteindre −20 °C, des vents forts et une couche de neige de près d'un mètre d'épaisseur.
La plaine alsacienne est extrêmement plate et n'offre pratiquement aucune couverture à un attaquant, hormis quelques forêts occasionnelles. La plaine est également un colossal bassin versant pour le Rhin et est par conséquent coupée par beaucoup de rivières et de canaux de drainage avec des berges aménagées, les rendant difficilement franchissables à gué par des véhicules. D'autre part, la plaine est parsemée de petits villages composés de maisons solides dont la construction sur plusieurs étages offre aux troupes les défendant une bonne vue du champ de bataille. Lorsque les troupes alliées attaquèrent, elles furent donc gênées par un temps très froid et fortement exposées aux feux défensifs des Allemands bien retranchés dans les villages.

## Plan d'attaque
Le général de Lattre prévoyait une attaque en tenaille, faite d'une poussée au sud par le 1er corps d'armée français, suivie d'une attaque au nord par le 2e corps d'armée deux jours plus tard. L'objectif n'était pas uniquement de reprendre le terrain mais d'encercler les Allemands : les deux corps d'armée devaient se rejoindre en un point situé près de la rive du Rhin. Pour surprendre l'ennemi, l'attaque principale au nord eut lieu dans un secteur proche de Colmar (et non au niveau du saillant créé quelques jours plus tôt en direction de Strasbourg). Pour conserver une bonne vitesse de progression, l'idée était de contourner Colmar et de ne surtout pas chercher à investir la ville directement.

## Attaque du1ercorpsd'armée français (I)
Le 1er corps d'armée français du général Béthouart passa à l'attaque le 20 janvier 1945. La 2e division d'infanterie marocaine et la 4e division marocaine de montagne (DMM) avaient pour objectif initial de prendre Ensisheim. La 9e division d'infanterie coloniale conduisit des attaques secondaires sur le flanc droit du corps, au nord de Mulhouse. Ces unités furent appuyées par des chars de la 1re division blindée française. Attaquant durant une tempête de neige, le 1er corps d'armée français réussit d'abord à surprendre le LXIIIe corps d'armée du général Erich Abraham et à libérer cinq villages dès le premier jour : Lutterbach, Pfastatt, Bourtzwiller, Illzach et Kingersheim. Mais lorsque l'offensive française commença à être ralentie par la tombée de la nuit, les Allemands contre-attaquèrent. Le mauvais temps et le terrain difficile, couplés à une défense allemande farouche, stoppèrent finalement l'avance du 1er corps d'armée français et limitèrent sévèrement son succès.
L'attaque française conduisit tout de même les Allemands à déplacer leurs réserves (la 106e Panzer-Brigade Feldherrnhalle, le 654e bataillon antichar lourd et la 2e division de montagne) vers le sud. Mais ce succès limité ne fut pas sans coût significatif : une brigade de la 1re division blindée française, le Combat command 1 (CC1), perdit trente-six blindés moyens (sur un total d'environ cinquante) qui sautèrent sur des mines. Dans d'autres unités blindées les pertes furent semblables.
À la différence de la majeure partie du terrain de la plaine alsacienne, le terrain sur lequel opérait le 1er corps d'armée français comprenait des régions boisées et des secteurs urbains, ce qui entraîna une progression lente le premier jour de l'attaque. Ainsi la 4e D.M.M. ne réussit qu'à progresser d'environ 3 km vers le nord-est en direction de Cernay. Sur le flanc droit de la 4e division, la 2e division d'infanterie marocaine remporta un plus grand succès, poussant presque 6 km vers le nord-est en direction de Wittelsheim. Sur le flanc droit et au départ de Mulhouse, la 9e division d'infanterie coloniale progressa également de 5 à 6 km dans les banlieues et les bois au nord de la ville, avec le CC1 prenant Richwiller et le 6e régiment d'infanterie coloniale libérant Wittenheim. Le 24 janvier, une contre-attaque blindée allemande de la 106e Panzer Brigade Feldherrnhalle près de Richwiller fut repoussée par les troupes coloniales françaises commandées par Doyen, les Allemands perdant 15 chars et chasseurs de chars. Globalement, les gains de terrain du 1er corps d'armée français étaient plus importants dans la partie occidentale (flanc droit) de son secteur du front, mais les Allemands réussirent en grande partie à interrompre l'avance française entre le 20 et le 30 janvier. Durant cette période, les Français durent se battre dans les cités minières du bassin potassique, au milieu de terrils, de puits de mines et d'usines piégées qui offraient une bonne protection aux occupants allemands. La violence des combats était telle que le 30 janvier, le CC2 ne disposait plus que de 16 chars Sherman sur un total de 53.

## Attaque du2ecorpsd'armée français
Le 2e corps d'armée français du général de Monsabert lança son offensive les 22 et 23 janvier 1945 avec la 3e division d'infanterie américaine et la 1re division française libre. Le sud de la 3e division était défendu par la 28e division d'infanterie U.S., tandis que la 2e division blindée française restait en réserve.

### Attaque de la3edivisiond'infanterie U.S. (I)

Écusson de la 3e division d'infanterie U.S.

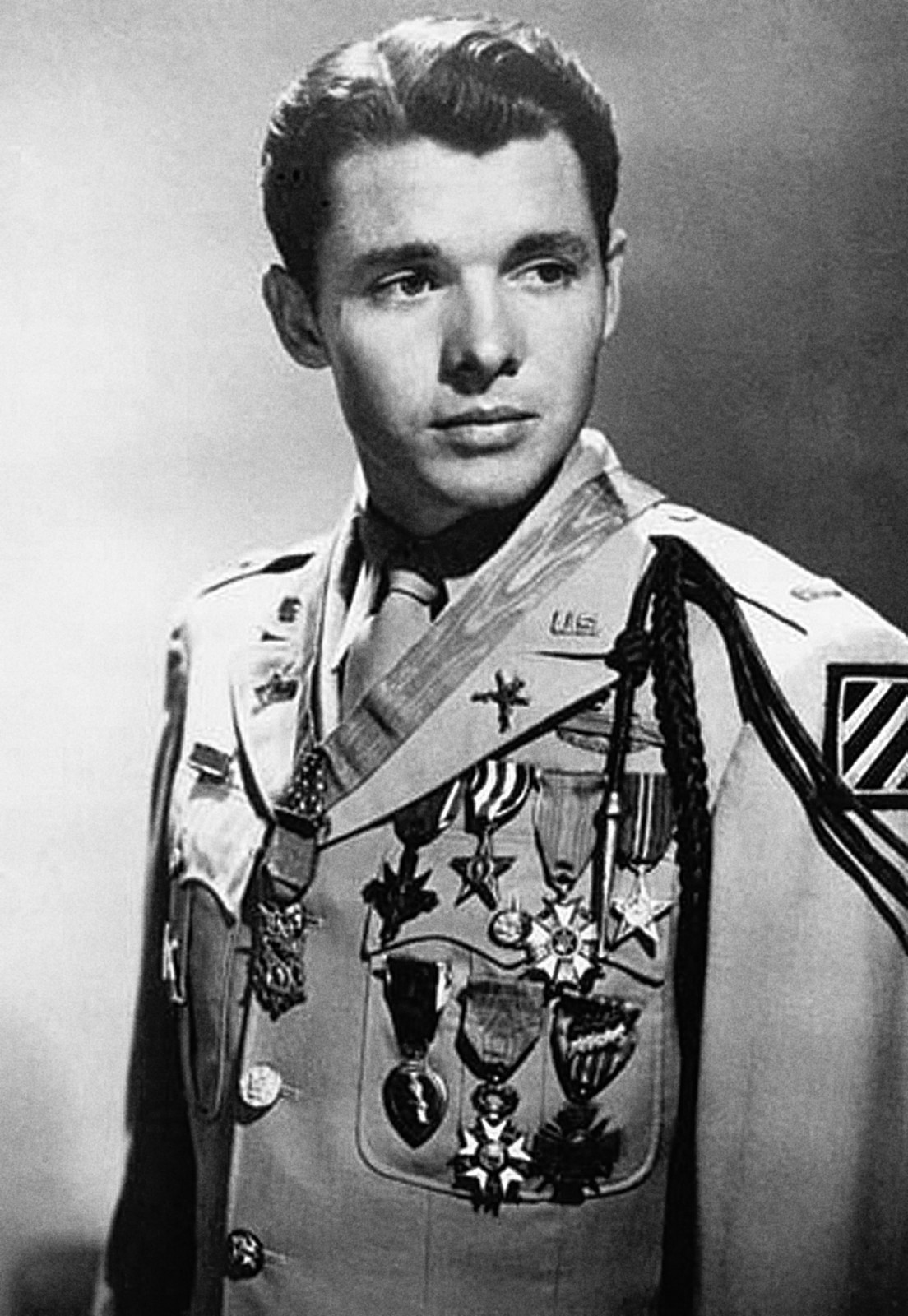
Le futur acteur Audie Murphy, et ses décorations. Officier à la 3e division d'infanterie américaine il reçut la Medal of Honor pour son héroïsme au cours des combats dans le bois de Riedwihr.

La 3e division d'infanterie américaine du général O'Daniel lança son offensive en direction du sud-est le 22 janvier 1945, traversant l'Ill, contournant la ville de Colmar par le nord et ouvrant une brèche pour les chars de la 5e division blindée française en direction du pont ferroviaire de Vogelgrun, utilisé par les Allemands pour ravitailler leurs troupes se trouvant encore en Alsace. Le 30e régiment d'infanterie se dirigea vers le sud-est, traversa l'Ill au nord de la ferme La Maison Rouge, puis avança vers le sud et captura le pont de La Maison Rouge au petit matin du 23 janvier. Le 30e régiment d'infanterie traversa ensuite le bois de Riedwihr en direction des villages de Riedwihr, Wickerschwihr et de Holtzwihr. Le pont de La Maison Rouge s'avéra finalement trop faible pour supporter le poids des chars américains et le pont s'effondra lorsqu'un blindé tenta de le traverser. De ce fait, le 30e régiment d'infanterie ne pouvait compter que sur un minimum de moyens de défense anti-char (constitué de bazookas et de trois canons anti-char de 57 mm) lorsqu'il subit tard dans l'après-midi une contre-attaque de l'infanterie allemande de la 708e Volksgrenadier Division soutenue par des chasseurs de chars du 780e bataillon de canons d'assaut. Sans protection naturelle et ne pouvant pas creuser de tranchées à cause du gel, le 30e régiment d'infanterie fut contraint de se replier et de se reformer sur la rive ouest de l'Ill. Sa réorganisation prit trois jours pendant lesquels il ne fut pas en mesure de poursuivre le combat.
Le 24 janvier, le 15e régiment d'infanterie U.S. poursuivit l'action du 30e régiment d'infanterie et reprit le pont de La Maison Rouge. Une contre-attaque allemande, soutenue par des blindés, enfonça les lignes d'une compagnie de ce régiment, mais ne parvint pas à atteindre le pont défendu par les Américains. Plus tard dans la journée, des troupes du génie U.S. édifièrent un pont sur l'Ill au nord de La Maison Rouge et un bataillon du 15e régiment d'infanterie, appuyé par des blindés, attaqua en direction du sud pour finalement sécuriser cette tête de pont. Durant les deux jours suivants, le 15e régiment d'infanterie poussa au sud vers les villages de Riedwihr et Holtzwihr puis entra dans la forêt de Riedwihr. Les contre-attaques allemandes étaient fréquentes, mais les Américains parvinrent à leur tenir tête grâce au soutien de leurs blindés.
Le 26 janvier 1945, au sud du bois de Riedwihr, des unités d'infanterie et de blindés allemandes déboulèrent depuis Riedwihr pour contre-attaquer la compagnie B du 15e régiment d'infanterie. Le lieutenant Audie Murphy ordonna alors à ses hommes de se replier dans les bois, tandis que lui-même grimpa sur un char M10 destroyer en feu et engagea les Allemands avec la mitrailleuse lourde du blindé tout en réclamant un tir de barrage d'artillerie sur sa propre position. Incapables de déterminer d'où Murphy leur tirait dessus, les assaillants allemands furent désemparés avant de se faire attaquer par des chasseurs-bombardiers américains qui profitèrent d'une trouée dans les nuages au-dessus du champ de bataille. Les Allemands furent contraints de se replier sur Holtzwihr et le lieutenant Murphy fut décoré avec la Medal of Honor pour son acte héroïque. Riedwihr tomba aux mains du 15e régiment d'infanterie le 26 janvier et Holtzwihr fut conquis par le 30e régiment d'infanterie le jour suivant. Wickerschwihr sort à moitié détruit des combats, le 27 janvier 1945. Cette dernière unité poursuivit en direction du sud, atteignant le canal de Colmar le 29 janvier 1945.
La libération de Jebsheim devenait nécessaire pour protéger le flanc nord de la 3e division. Le général O'Daniel chargea le 254e régiment d'infanterie de cette mission. Du 26 au 27 janvier, des Allemands du 136e régiment de Gerbirgsjäger (chasseurs de montagne) défendirent Jebsheim qui fut finalement prise le 28 et 29 janvier par le 254e régiment d'infanterie U.S., des chars français du Combat command 6 (5e D.B.) et un bataillon du 1er régiment de chasseurs parachutistes français. Le 254e régiment d'infanterie poussa ensuite vers l'est, en direction du canal du Rhône au Rhin. Pendant ce temps, le 7e régiment d'infanterie U.S. s'est déplacé vers l'avant et fut déployé, en même temps que le 15e régiment d'infanterie et la 5e division blindée française, pour se diriger vers la ville fortifiée de Neuf-Brisach, distante de 8 km des unités avancées de la 3e DIUS.

### Attaque de la première division française libre

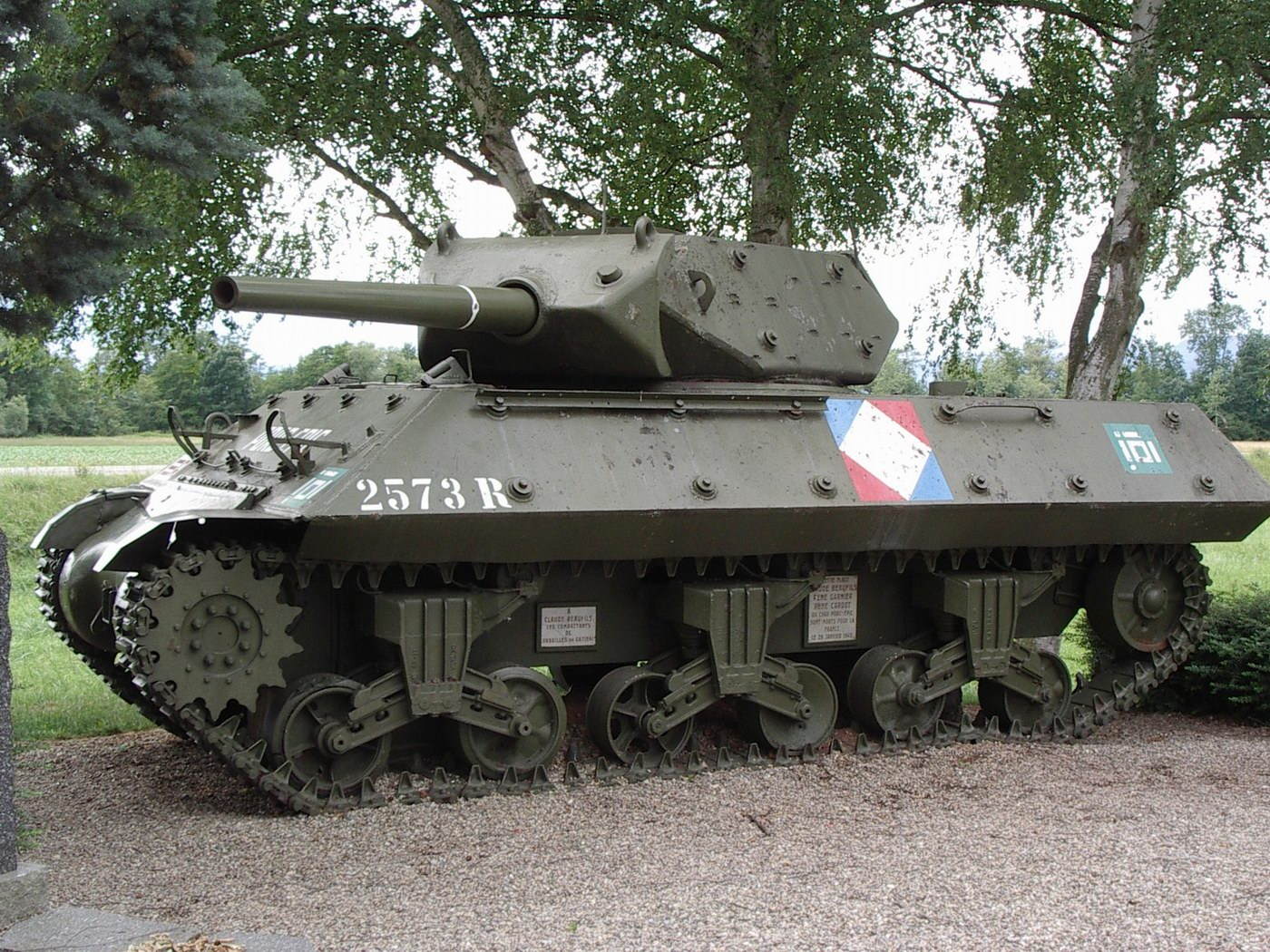
Chasseur de chars (Tank destroyer) M10 "Porc-Épic" du 8e RCA (1re armée française), toujours visible à l'endroit où il fut mis hors de combat le 26 janvier 1945 entre Illhaeusern et Elsenheim.

Sur le flanc gauche, au nord de la 3e D.I.U.S., la 1re division de marche d'infanterie (anciennement 1re division française libre) du général Garbay attaqua vers l'est le 23 janvier avec le Rhin comme objectif. Face à quatre bataillons de la 708e Volksgrenadier Division, soutenus par des blindés chasseurs de chars et de l'artillerie, la division française combattit dans des conditions semblables à celles que connurent les Américains plus au sud. Les Allemands avaient mis en place une défense en profondeur, en mettant à profit leurs positions dans les villages et les forêts d'où ils dominaient le terrain découvert que devaient traverser les assaillants. Les Allemands avaient de plus miné le terrain afin de ralentir et de canaliser l'avance des attaquants. Deux bataillons de la 708e Volksgrenadier Division contre-attaquèrent les unités françaises avancées situées sur l'Ill le 23 janvier mais ils furent repoussés. Désireux d'attirer l'infanterie et les blindés allemands dans la forêt d'Elsenheim, le général Garbay ordonna à la 1re brigade d'avancer le long de la route entre Illhaeusern et Elsenheim. Du 26 au 27 janvier, la 1re brigade concentra ses efforts pour ouvrir cet itinéraire et nettoyer l'obstacle que constituait la forêt d'Elsenheim, avec une attaque principale dans les bois réalisée le 27 janvier par le 3e bataillon légion étrangère.
Le village de Grussenheim fut libéré au prix de lourdes pertes le 28 janvier, grâce au soutien de chars de la 2e division blindée française. Afin de disperser la résistance allemande, les Français poussèrent en avant, prenant Elsenheim et Marckolsheim le 31 janvier et atteignant la frontière du Rhin le jour suivant. Durant les opérations dans la poche de Colmar, la 1re division française libre eut à déplorer 220 tués, 1 240 blessés, 96 disparus.

## Attaque duXXIecorps américain
Notant la progression difficile des unités alliées qui avaient subi la forte résistance allemande dans la poche de Colmar, le général de Lattre demanda des renforts au 6e groupe d'armées U.S. Donnant son accord, le général Devers plaça le XXIe corps U.S. du général Milburn sous les ordres de la 1re armée française. Ce corps américain prit position entre les deux corps d'armée français le 28 janvier et assuma le commandement des 3e et 28e divisions d'infanterie U.S. Deux autres divisions américaines, la 75e division d'infanterie et la 12e division blindée, furent également assignées au XXIe corps ainsi que trois unités françaises, la 5e division blindée, le 1er régiment de chasseurs parachutistes, et le 1er Bataillon de choc (commando). Le XXIe corps ainsi constitué reçut alors la mission de prendre la ville de Colmar et de se diriger vers le pont de Neuf-Brisach.
Pour sa part, le haut commandement allemand interpréta mal les objectifs alliés, pensant que l'assaut allié était une offensive générale sur tout le front pour essayer de percer à n'importe quel endroit. Hitler avait donné son accord pour effectuer un retrait partiel dans le nord (le saillant d'Erstein) dans la nuit du 28 au 29 janvier mais interdit un retrait général au-delà du Rhin. Des avant-postes allemands dans les Vosges furent retirés, mais dans la confusion générale de la retraite et des pressions du champ de bataille, beaucoup d'unités se mélangèrent à d'autres. Cela n'affecta pas l'effectif disponible pour combattre, mais diminua sensiblement la cohésion défensive des unités allemandes. Le 29 janvier 1945, le Heeresgruppe Oberrhein fut dissous et les unités se trouvant dans la poche de Colmar furent placées sous le commandement du Heeresgruppe G (groupe d'armées G) sous les ordres du général SS Paul Hausser.

### Attaque de la3edivisiond'infanterie U.S. (II)
Pendant ce temps, la 3e division d'infanterie U.S. continua sa manœuvre en direction du sud et de l'est. Dans la soirée du 29 janvier, l'artillerie divisionnaire ouvrit le feu pendant trois heures avec ses canons de 105 mm et de 155 mm pour préparer l'assaut des 7e et 15e régiments d'infanterie vers le canal de Colmar, au sud, que l'infanterie traversa effectivement entre 21 heures et minuit. Après avoir sécurisé les points de passage, les unités du génie commencèrent la construction de trois ponts Bailey au-dessus du canal pour permettre aux véhicules blindés de le franchir. Le jour suivant, les Combat commands blindés français CC4 et CC5 (tous les deux appartenant à la 5e D.B.) traversèrent le canal, le CC4 appuyant le 7e régiment d'infanterie U.S. et le CC5 appuyant le 15e régiment d'infanterie U.S. Peu de temps après, le 15e régiment d'infanterie et le CC5 prirent Urschenheim au cours d'une vive action, alors que le 7e régiment d'infanterie s'était positionné devant Horbourg. Le même jour, le 254e régiment d'infanterie U.S. progressa vers l'est en direction d'Artzenheim avec l'appui du Combat command CC6 français, mais les Allemands utilisèrent l'appui d'artillerie et des Jagdpanthers camouflés pour parer l'assaut, détruisant six chars et quatre halftracks français. Artzenheim fut finalement libérée par le 2e corps d'armée français le 1er février 1945.
Combattant dans la zone de la 3e division, le 1er régiment de chasseurs parachutistes français attaqua et libéra  Widensolen au petit matin du 31 janvier. Vers 17 heures, des patrouilles de la 3e division U.S. atteignirent le canal du Rhône au Rhin à environ 8 km au sud-est des points de passage déjà établis sur le canal de Colmar. Le même jour, le CC6 français fut retiré du front après avoir subi de lourdes pertes et ne comptant plus que 13 blindés opérationnels dans son bataillon de chars et 30 hommes dans sa compagnie de fusiliers de la légion étrangère. Il fut remplacé par un Combat command de la 2e division blindée française. Le 1er février, les 15e et 30e régiments d'infanterie se redéployèrent au sud, le long du canal du Rhône au Rhin, atteignant le secteur situé juste au nord de Neuf-Brisach. Du 2 au 3 février, le 7e régiment d'infanterie U.S. se déplaça au sud, le long du même canal, passant par Artzenheim et prenant Biesheim après avoir livré une bataille amère durant toute une journée. Le 3 février, près de Biesheim, le Technician 5 Forrest E. Peden de la 3e division d'artillerie U.S. traversa les violents tirs allemands pour aller chercher de l'aide afin de dégager une unité encerclée. Retournant dans un char léger, Peden trouva la mort lorsque son blindé fut frappé de plein fouet et détruit. Pour son héroïsme, le soldat Peden fut décoré à titre posthume de la Medal of Honor.
Après un jour passé à consolider ses positions fraîchement conquises, la 3e division se déplaça encore vers le sud le 5 février, prenant Vogelgrun le jour suivant. La ville fortifiée de Neuf-Brisach fut rapidement libérée le 6 février par le 30e régiment d'infanterie U.S. grâce à l'aide de deux enfants français et d'un autre civil qui montrèrent aux Américains les passages non défendus dans la cité. Mais les Allemands, qui avaient auparavant évacué le restant de leurs hommes et de leur équipement, avaient détruit non loin de là le pont enjambant le Rhin à Breisach, incitant les Alliés à pénétrer sur le territoire allemand. La libération de Neuf-Brisach marqua la fin des opérations dans la poche de Colmar pour la 3e division d'infanterie U.S.

### Attaque de la75edivisiond'infanterie U.S.
La 75e division d'infanterie U.S. rejoignit le front le 31 janvier et elle prit position entre les 3e et 28e divisions d'infanterie U.S. Attaquant le 1er février, le 289e régiment d'infanterie U.S. nettoya Horbourg et le 290e régiment d'infanterie U.S. progressa sur Andolsheim, occupant la ville le 2 février à 14 heures.
Le même jour, la 75e division d'infanterie effectua des attaques de diversion pour couvrir l'avancée alliée sur la ville de Colmar située juste à l'ouest de son secteur. Le 3 février, la 75e division d'infanterie nettoya une forêt et le jour suivant elle consolida ses nouvelles positions. Se déplaçant encore le 5 février, la division déborda Appenwihr, Hettenschlag et Wolfgantzen. Le 6 février, la 75e division d'infanterie atteignit le canal du Rhône au Rhin au sud de Neuf-Brisach. Cette action fut la dernière de cette division dans la poche de Colmar.

### Attaque de la28edivisiond'infanterie U.S.
Ayant été maintenue en réserve jusqu'à ce moment de la bataille, la 28e division d'infanterie U.S. du général Cota était maintenant liée au combat command CC4 français et reçut pour mission de prendre la ville de Colmar.
Le 2 février, progressant en compagnie du 109e régiment d'infanterie U.S., les fantassins franchirent un fossé antichar au nord de la ville, tandis que les blindés français cherchaient un point de passage pour franchir l'obstacle. Cela accompli, les chars français entrèrent dans Colmar, atteignant la place Rapp à 11 heures 30. Du 2 au 3 février, le 109e régiment d'infanterie U.S., le CC4 français, le 1er régiment de parachutistes et les commandos nettoyèrent la ville des Allemands. Dans un acte symbolique, le 152e régiment d'infanterie français regagna Colmar, sa garnison d'avant-guerre. Le 3 février, poussant au sud, le 112e régiment d'infanterie U.S. entra à Turckheim et nettoya Ingersheim située à l'ouest de Colmar. D'autres unités de la 28e division d'infanterie U.S. rejoignirent les Français qui bloquaient les voies de retraite des Allemands en provenance des Vosges. Le 6 février, la 28e division se déplaça à l'est du canal du Rhône au Rhin, sur le flanc du sud du XXIe corps U.S., terminant par cet acte sa participation à cette bataille.

### Attaque de la12edivisionblindée U.S.

Rencontre entre des soldats français (marocains) et américains à Rouffach, le 5 février 1945.

Le 3 février, la 12e division blindée U.S. fit mouvement vers le sud, longeant les lignes de la 28e division d'infanterie U.S., avec pour objectif de faire la jonction avec le 1er corps d'armée français et de couper ainsi la poche de Colmar en deux. Le combat command B (CCB) tenait une tête de pont près de Sundhoffen et le CCR avança sur la route entre Colmar et Rouffach. Le jour suivant, le CCA captura Hattstatt, mais le CCR fut stoppé par des défenseurs allemands. Le 5 février, le CCA entra à Rouffach et fit la jonction avec la 4e division marocaine de montagne du 1er corps d'armée français, quelque 17 jours après le début de l'assaut des Français. Plus tard, la 12e division blindée U.S. prêta main-forte à la 28e division d'infanterie pour bloquer la retraite allemande en provenance des Vosges.

## Attaque du1ercorpsd'armée français (II)

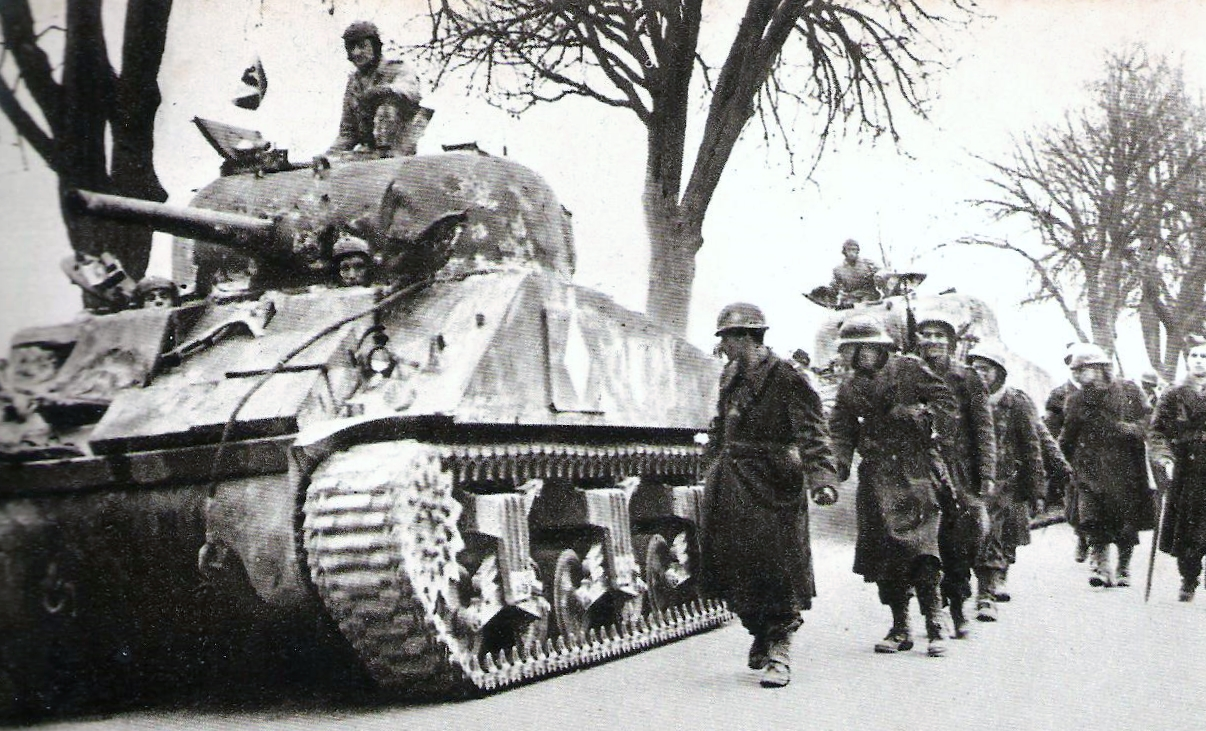
Avancée de chars Sherman et de fantassins français en février 1945.

Début février, le 1er corps d'armée français procéda au nettoyage des îlots de résistance allemands dispersés au sud de la Thur, entre Cernay et Ensisheim qui étaient toujours aux mains des Allemands. Cette action ne fut pas achevée avant le 3 février. Le 4 février, enfin, le 1er corps d'armée parvint à percer vers le nord, traversa la Thur, et, ne rencontrant qu'une faible résistance allemande, la 4e division marocaine de montagne (D.M.M.) parvint, après avoir libéré Cernay et la chaîne des villages qui flanque le pied des Vosges (Uffholtz, Wattwiller, Hartmannswiller, Wuenheim, Berrwiller, Soultz, Guebwiller...), jusqu'à la périphérie sud de Rouffach.

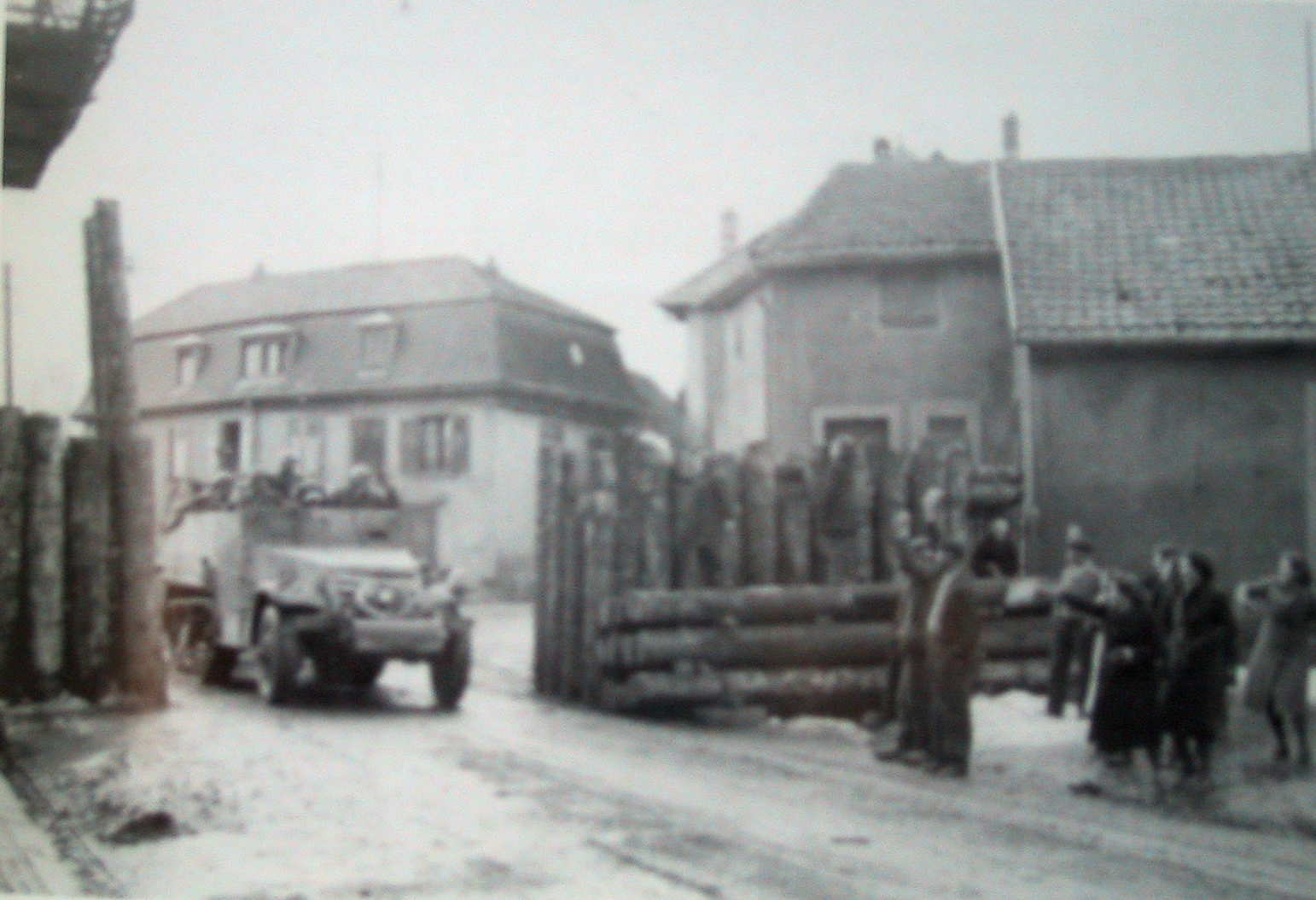
Libération de la Ville de Soultz le 4 février 1945.

Le lendemain, la 4e D.M.M. réalisa la jonction avec la 12e division blindée américaine à Rouffach et la 9e division d'infanterie coloniale attaqua Ensisheim, l'objectif initial du corps d'armée. Hirtzfelden fut prise par la 2e division d'infanterie marocaine le 6 février et la 9e division coloniale acheva d'accomplir la libération d'Ensisheim avant de se positionner à l'est, dans la forêt de la Hardt. Le 7 février, la 9e D.I.C. et la 1re division blindée atteignirent le canal du Rhône au Rhin à l'est d'Ensisheim. Les spahis et le 151e régiment d'infanterie nettoyèrent la Hardt le 8 février, tandis que la 1re division blindée avançait vers le sud, en direction de la tête de pont allemande de Chalampé, tout en effectuant plus au nord la jonction avec des éléments de la 2e division blindée française, près de Fessenheim.
Durant toute cette période, les forces allemandes positionnées sur la rive occidentale du Rhin étaient soumises au feu intensif de l'artillerie et des chasseurs-bombardiers américains et français. Finalement, le 9 février, le 1er corps d'armée élimina l'arrière-garde allemande à Chalampé et, n'ayant plus de forces majeures à l'ouest du Rhin dans cette région, les Allemands dynamitèrent, non loin de là, le pont enjambant le fleuve. Cette action marqua la fin des opérations alliées dans la poche de Colmar.

## Épilogue

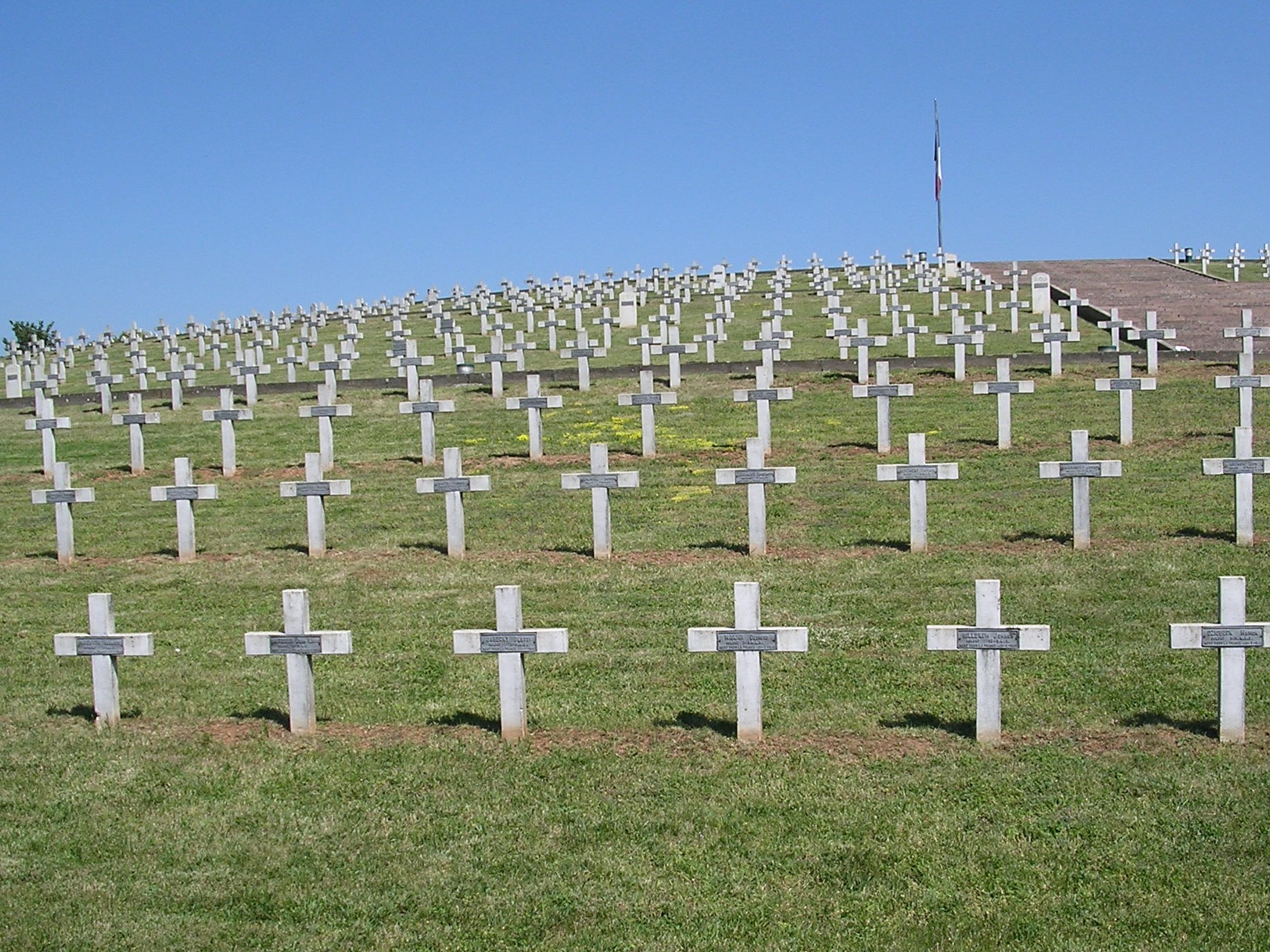
La nécropole nationale de Sigolsheim, en Alsace, lieu de sépulture de nombreux soldats français tombés durant les combats de la poche de Colmar.

Conformément aux directives du général Eisenhower, la poche de Colmar avait été réduite et le 6e groupe d'armées américain occupa alors des positions sur le Rhin depuis la frontière suisse jusqu'au nord de la région de Strasbourg. La 19e armée allemande, bien qu’incomplètement détruite, perdit la plupart de ses combattants expérimentés (seule la 708e Volksgrenadier Division ne subit presque pas de pertes) et fut forcée de se reformer dans le pays de Bade en recrutant parmi le personnel inexpérimenté du Volkssturm pour remplacer ses pertes subies dans la plaine d'Alsace. Les Allemands laissèrent également derrière eux 55 véhicules blindés et 66 pièces d'artillerie.
L'élimination de la poche de Colmar permit au 6e groupe d'armées U.S. de se concentrer sur son assaut pour franchir la ligne Siegfried et envahir l'Allemagne, une opération qui débuta en mars 1945. En Alsace du nord, en revanche, le front était toujours figé depuis l'échec allemand de l'opération Nordwind et cette région ne sera finalement entièrement libérée par l'opération Undertone que le 20 mars 1945.
L'Alsace avait alors changé de mains pour la quatrième fois en 75 ans entre la France et l'Allemagne.
Après la bataille, les Français accordèrent à la 3e division d'infanterie U.S. le droit de porter la Croix de Guerre, et le président des États-Unis lui octroya la Distinguished Unit Citation. La France distingua également le 109e régiment d'infanterie U.S. (28e Division) avec la Croix de Guerre.
Aujourd'hui, de nombreuses rues en Alsace sont nommées d'après les commandants et les unités alliés qui ont combattu au cours de cette bataille et les grands cimetières militaires français et américains, mais aussi allemands, toujours visibles en Alsace, témoignent aujourd'hui encore de la sauvagerie du combat qui eut lieu durant le terrible hiver 1944-1945 dans cette région de l'est de la France.

## Forces en présence

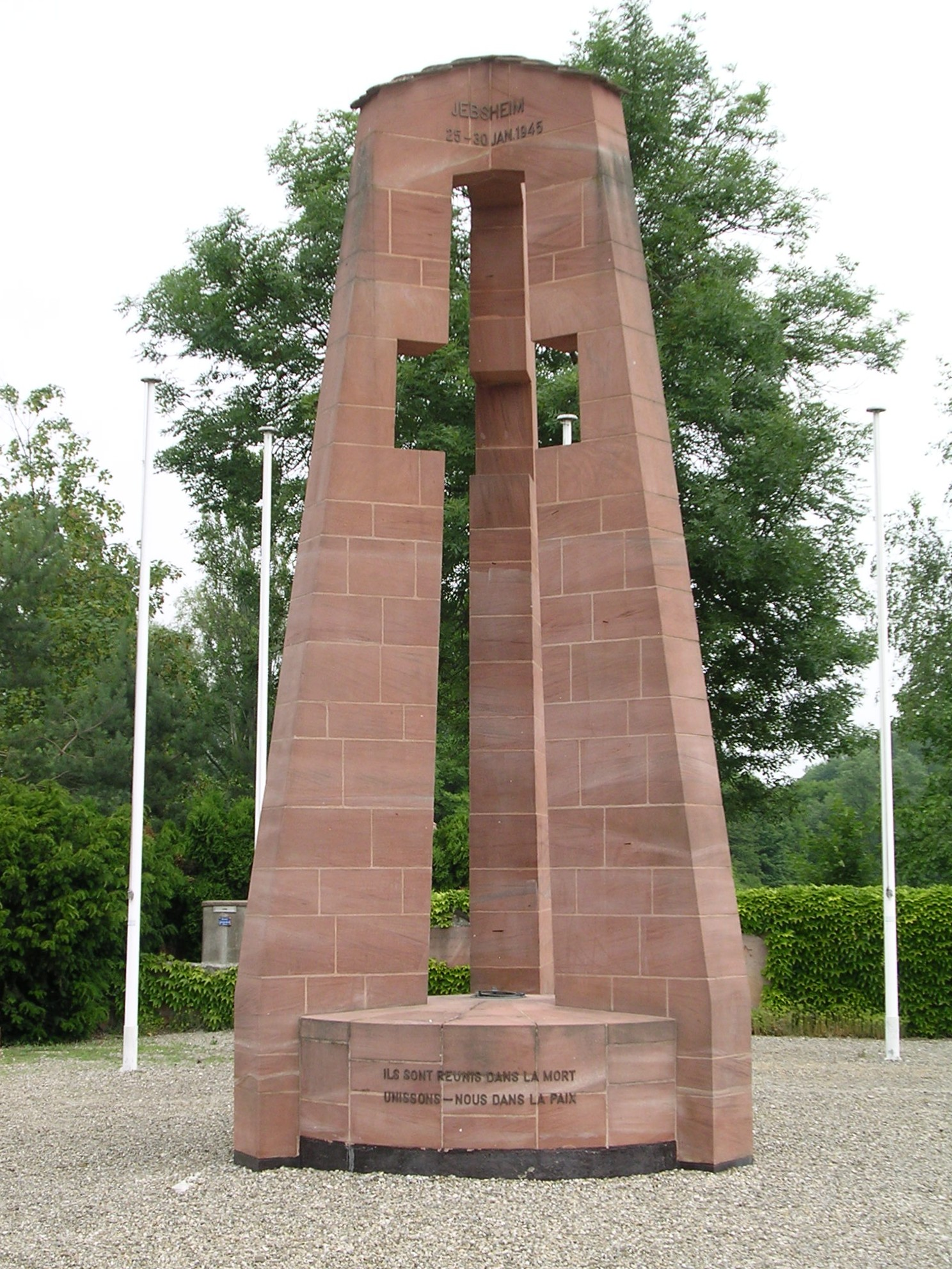
Mémorial de la poche de Colmar à Jebsheim

Unités allemandes au 20 janvier 1945 
19. Armee (General der Infanterie Siegfried Rasp)
- 2. Gebirgs-Division
- 106e Panzer-Brigade Feldherrnhalle
- LXIV. Armeekorps (Generalleutnant Max Grimmeiss)
  - 189. Infanterie-Division
  - 198. Infanterie-Division
  - 16. Volksgrenadier-Division
  - 708. Volksgrenadier-Division
- LXIII. Armeekorps (Generalleutnant Erich Abraham)
  - 159. Infanterie-Division
  - 338. Infanterie-Division
  - 716. Infanterie-Division

Unités alliées au 20 janvier 1945  
1re Armée Française (Général d'armée Jean de Lattre de Tassigny)
- 10e division d'infanterie
- 1er Corps d'Armée (Général de corps d'armée Émile Béthouart)
  - 4e division marocaine de montagne
  - 2e division d'infanterie marocaine
  - 9e division d'infanterie coloniale
  - 1re division blindée
- 2e Corps d'Armée (Général de corps d'armée Joseph de Goislard de Monsabert)
  - 3e division d'infanterie algérienne
  - 1re division de marche d'infanterie
  - 2e division blindée
  - 5e division blindée
  - 3rd U.S. Infantry Division
  - 28th U.S. Infantry Division

## Bilan des pertes
Les pertes de la 1re armée française sont estimées par le maréchal de Lattre de Tassigny à 2 137 tués (1 595 Français et 542 Américains) et 11 253 blessés (8 583 Français et 2 670 Américains). Les 2 137 tués se répartissent comme suit :
- 9e division d'infanterie coloniale : 400
- 1re division de marche d'infanterie : 214
- 2e division d'infanterie marocaine : 190
- 4e division marocaine de montagne : 173
- 3e division d'infanterie algérienne (4e RTT) : 51
- 10e division d'infanterie : 32
- 1re division blindée : 116
- 2e division blindée : 133
- 5e division blindée : 105
- Unités non endivisionnées : 181
- 3rd U.S. Infantry Division : 317
- 28th U.S. Infantry Division : 225

### Film
- Winter War (de David Aboucaya, 2017) décrit les combats pour la libération du village Alsacien de Jebsheim